# Тхір лісовий
Тхір лісови́й (Mustela putorius), також відомий як тхір звича́йний, тхір те́мний — ссавець ряду Хижих, що представляє рід Mustela з родини куницевих. Цінний хутровий звір. Тхір лісовий — типовий звір широколистяних лісів Полісся і Лісостепу, частий мешканець сільських садиб та курників. З 2009 року в Україні під охороною: внесений до Червоної книги України (категорія «вразливий» станом на 2021 р.).

## Родинні стосунки
«Тхір» — назва підроду Putorius.
На території України водиться два види тхора:
- тхір лісовий, або темний (лат. Mustela putorius Lesson);
- тхір степовий, або світлий (лат. Mustela eversmanni Lesson)

Гібриди. У природі неодноразово відмічені гібриди з тхором степовим та норкою європейською, у тому числі й на території України.

## Морфологія

### Зовнішній вигляд
Довжина тіла 29-48 см, хвоста — 11,5-18,7 см, маса — 0,6-1,9 кг. Тіло витягнуте, відносно масивне, ноги короткі. Морда витягнута, з широкими заокругленими вухами. Хвіст пухнастий, відносно короткий, лише трохи виступає за кінці витягнутих назад задніх лап. У самиці є 5 пар сосків.

### Хутро і забарвлення
Хутро пухнасте, з рідким остьовим волоссям, довгим на задній частині спини і поступово коротшим до переду. Загальний відтінок забарвлення темно- або чорно-бурий, зумовлений різною інтенсивністю темного кольору остьового волосся. Найтемніші боки шиї, горло, груди, передні і задні кінцівки. Нижня ділянка тіла темно-бура. На верхній частині тіла і голові забарвлення не однотонне, бо світло-палеве підшерстя помітно просвічує між чорним остьовим волоссям. Морда і кінчики вух сірувато-білі. Між очима темна поперечна пляма у вигляді маски. Хвіст по всій довжині темно-бурий або чорний. Улітку хутро коротше, рідше і темніше.

### Череп, зуби, бакулюм

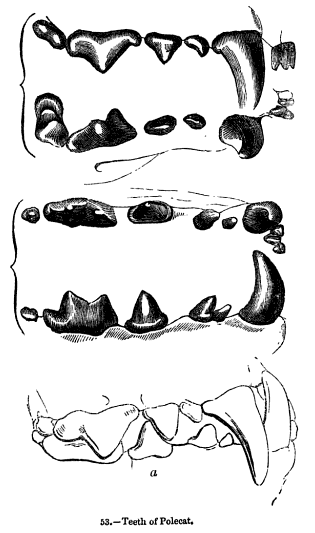
Зубна система тхора темного (за: Sketches in Natural History)

Череп широкий і короткий, ширина його в межах слухових капсул значно більша половини кондилобазальної довжини черепа. Кондилобальна довжина — 5,1-7,1 см. Лобова частина черепа між надочними відростками опукла. Починаючи від заочних відростків, міжочний простір черепа помітно не звужується. Зубна формула: і 3/3; с 1/1; pm 3/3; m 1/2 — всього 34 зуби. Статева кістка дорослого самця має довжину 3,4-4,3 см.

## Ареал і чисельність в Україні

Розповсюдження тхора лісового

У Карпатських горах більш ніж на 1000—1200 м над рівнем моря не піднімається. Оселяється у різних місцевостях, уникає лише суцільних лісів і відкритих степових рівнин, хоча просувається далеко на південь у степові райони, тримаючись долин річок, невеликих острівних лісів, чагарників, людських осель тощо. У західних областях найчастіше трапляється в заростях очерету вздовж берегів різних водойм і боліт.
Згідно з Червоною книгою України, вид щільно поширений в Україні по всій території, окрім Кримського півострова (мапа в ЧКУ).
Чисельність виду в Україні постійно зростає. За державною статистикою, з 1999 по 2006 рік чисельність виду в Україні зросла з 17 414 до 23 050 особин, тобто, щороку чисельність зростає приблизно на тисячу особин. Попри цю тенденцію, оскільки дані мисливців і природоохоронців розходяться, вид було внесено до Червоної книги України з природоохоронним статусом «неоцінений».

## Біологія

### Спосіб життя
Веде переважно нічний спосіб життя, особливо активний у місячні ночі. На полюванні переміщується великими стрибками, обстежуючи різні схованки. За одну ніч долає 5-10 км. Може лазити по деревах, добре плаває. При переслідуванні вводить в дію пахучі залози, виділення яких мають неприємний запах. Знищуючи багато польових і лісових шкідників, корисний у сільському і лісовому господарстві. В той же час тхір чорний — кровожерний хижак, який може завдавати значних збитків у господарстві людини, знищуючи корисних птахів, спустошуючи курники.

### Харчування
Живиться різноманітною їжею, переважно мишоподібними гризунами (Полушина, 1956; Абелєнцев, 1968). Другорядне значення в його живленні мають дрібні птахи, ящірки, жаби і риба. За добу може з'їсти 12-14 мишей і нориць. Із зайвої здобичі робить запаси.
Оселившись поблизу господарства людини, нападає на кролів і свійську птицю, краде в курниках яйця. У весняно-літній період іноді споживає різноманітних комах, зокрема жуків.

### Сховища
Кубло для виведення молодняку робить у порожнинах між корінням дерев, під хмизом, у купах каміння або дров, у низько розміщених дуплах дерев, під підлогою будівель, у скиртах соломи або в норах. Сам риє нори неохоче, здебільшого використовує готові нори інших тварин, лише пристосовуючи їх для себе, зокрема поглиблює. Глибина нори тхора досягає двох метрів.

### Розмноження
Гін відбувається у березні-квітні. Вагітність триває 40-42 доби. Малята народжуються в квітні-травні. У приплоді 4-6 сліпих, майже голих малят, які прозрівають через 5 тижнів. Маса новонароджених 6-10 г. Молоком матері живляться до 6-ти тижнів. Самостійними стають восени, проте нерідко виводок залишається з самицею до весни. Статевої зрілості досягають в 9-14 місяців. Тривалість життя становить 12-15 років.

### Вороги, хвороби
Вороги — вовк, лис рудий, беркут, великі сови, бродячі пси, браконьєри.
Хвороби — гельмінтози, сказ.